# Vasco da Gama
Dom Vasco da Gama (evropsko portugalsko: [ˈvaʃku ðɐ ˈɣɐ̃mɐ]), prvi grof Vidigueira, portugalski pomorščak in admiral, * 1460 ali 1469, Sines ali Vidigueira, Alentejo, Portugalska, † 24. december 1524, Kočin, Kerala, danes Koči, Indija. 
Bil je eden najuspešnejših evropskih raziskovalcev v obdobju odkritij, vodja prve odprave, ki je iz Evrope priplula do Indije. Z obplutjem Afrike je Portugalski odprl pomorsko pot do Indije in na vzhod ter razbil dotedanji arabski monopol nad trgovino z začimbami.

## Mladost
Vasco da Gama je bil najverjetneje rojen leta 1460 ali 1469, v Sinesu na jugozahodni obali Portugalske, verjetno v hiši poleg cerkve Nostra Senhora das Salas. Sines je danes eno od mnogih ribiških pristanišč na obali Alentejo. 
Dedek in soimenjak Vasca da Game po očetovi strani je bil rojen v Olivençi. Oče Vasca da Game Estêvão da Gama je v času sinovega rojstva služil kot vitez v družini Ferdinanda, vojvode Viseua. Povzpel se je v vrstah vojaškega reda Santiaga. Estêvão da Gama je bil v 1460-ih imenovan za alcaide-mór (civilnega guvernerja) Sinesa, to mesto je opravljal do leta 1478; zatem je nadaljeval kot davkar in nosilec odlikovanj reda v regiji.
Estêvão da Gama je bil poročen z doño Isabel Sodré, hčerko João Sodré (znanega tudi pod imenom João de Resende). Sodré, ki je bil angleški priseljenec, je imel zveze s princem Diogo, grofom Viseu, sinom kralja Edvarda I. Portugalskega in guvernerjem vojaškega kristusovega reda.
Malo je znano o mladosti Vasca da Game. Portugalski zgodovinar Teixeira de Aragão navaja, da naj bi študiral v mestu Évora, kjer naj bi se naučil matematike in osnov navigacije. Znano je, da naj bi Da Gama imel dobro znanje astronomije in možno je, da se je je učil pri astronomu Abrahamu Zacuto.
Leta 1492 je kralj Ivan II. Portugalski poslal Vasca da Gamo v pristanišče Setúbal, južno od Lizbone in v Algarve, da zaseže tamkajšnje francoske ladje, kot maščevanje za ropanje na portugalskih ladjah brez vojne napovedi - naloga, ki jo je Da Gama hitro in učinkovito opravil.

## Pomorska odkritja pred Vascom da Gamo
V začetku 15. stoletja je portugalska pomorska šola, ki jo je ustanovil in finančno podpiral princ Henrik Pomorščak, razširila portugalsko znanje o obalah zahodnega dela afriške celine. Od leta 1460 je bil portugalski cilj obkrožitev Afrike z namenom, da bi dosegli obale Indije (glavne proizvajalke črnega popra in drugih dragocenih začimb), po morski poti.
Beneška republika je tedaj namreč kontrolirala večino trgovskih poti med Evropo in Azijo. Portugalska je upala, da bo pomorska pot ob obalah Afrike, ki jo je odprl Bartolomeu Dias in njegovi kapitani, prekinila beneški trgovinski monopol in starejše trgovske kopensko-morske povezave, kot je bila tradicionalna t. i. pot začimb, ki je vodila preko Perzijskega zaliva in Rdečega morja ter s karavanami v vzhodno Sredozemlje. 
V času, ko je bil Vasco da Gama star deset let, so ti dolgoročni portugalski načrti obrodili prve sadove. Bartolomej Dias se je vrnil s potovanja, na katerem je obkrožil Rt dobrega upanja, ter raziskal ozemlje do Velike Ribje reke v današnji Južnoafriški republiki. Potrdil je tudi, da obala od tam dalje poteka proti severovzhodu.
Med vladanjem Ivana II. Portugalskega so potekale tudi raziskave, ki naj bi potrdile teorijo, da je Indija dosegljiva tudi po kopnem. Kralj je poslal Pera da Covilhã in Afonsa de Paiva na pot preko Barcelone, Neaplja in Rodosa v Aleksandrijo, od tam pa v Aden, Hormuz in Indijo. Njuno potovanje je teorijo potrdilo.
Pred raziskovalci je ostala samo še naloga, da povežejo odkritja Diasa, da Covilhã in de Paiva in jih združijo v morda donosno trgovsko pot v Indijski ocean. Nalogo, ki jo je najprej dobil da Gamov oče, je Manuel I. ponudil Vascu, ker je uspešno branil portugalske trgovske postaje ob afriški Zlati obali pred plenjenjem Francozov.

## Prvo potovanje
8. julija 1497 je ladjevje s štirimi ladjami, skupaj 170 mož posadke, zapustilo Lizbono. Sestavljale so ga ladje:
- São Gabriel, poveljniška ladja Vasca da Game; karaka s 178 tonami, dolga 27 m, široka 8,5 m, z ugrezom kobilice 2,3 m, ter 372 m² površino jader;
- São Rafael, katere kapetan je bil brat Vasca da Game Paulo da Gama; podobnih dimenzij kot São Gabriel;
- karavela Berrio, malo manjša od prej opisanih (kasneje preimenovana v São Miguel), pod poveljstvom Nicolau Coelho;
- tovorna ladja neznanega imena, pod poveljstvom Gonçala Nunes, kasneje potopljena v bližini zaliva São Brás, ob vzhodni obali Afrike.[7]

### Potovanje do Rta dobrega upanja
Na ladjah je bilo zalog za tri leta plovbe, manjkale pa niso niti tedaj najmodernejše navigacijske naprave. Del posadke, ki je bil predviden za opravljanje posebno nevarnih nalog, so sestavljali kaznjenci. Ob izplutju ladjevja iz pristanišča na reki Tajo jih je spremljala še ladja Bartolomea Diaza, ki se je odpravljal, da prevzame portugalsko utrdbo Elmino na obali Gvinejskega zaliva. Skupaj so ladje plule do obal Sierra Leoneja, nato pa se je odprava 3. avgusta ločila od Diaza in nadaljevala svojo pot v neznano. Pri Zelenortskih otokih je Vasco da Gama zapustil obalo in jadral na odprto morje. S takšno plovbo naj bi se izognili nevarnim viharjem in tokovom v Gvinejskem zalivu, prav mogoče pa je, da je šlo še za nekaj več. Po pogodbi iz Tordesillasa je imela Portugalska pravico, da razišče področje, ki je ležalo vse do črte 350 lig zahodno od Zelenortskih otokov. Morda se je Da Gama odpravil na križarjenje proti zahodnemu koncu Atlantika prav v upanju, da bo odkril neznane dežele. To mu ni uspelo, zanimivo pa je, da je bil, tik preden je preplul južni povratnik, precej bližje Braziliji kot Afriki. Med tem ogromnim ovinkom niso videli Da Gamovi možje kopnega kar 96 dni, vse do 4. novembra, ko so pripluli pred zaliv sv. Helene, nekoliko severno od današnjega Cape Towna. To je bila dotedaj daleč najdaljša plovba, pri kateri mornarji niso imeli vidnega stika s celino. Ker so bili tako dolgo brez svežega sadja in zelenjave, je mnoge može njegove odprave napadla bolezen skorbut.
Do 16. decembra je flota dosegla Veliko Ribjo reko, kjer se je poprej Diaz obrnil nazaj, ter zapluli v vode, ki so bile Evropejcem povsem neznane. Ker se je bližal božič, so obalo pred njimi Da Gama in njegovi možje poimenovali Natal, kar pomeni »božič« ali »Kristusovo rojstvo« v portugalščini.

### Mozambik
Vzhodna afriška obala je bila integralni del trgovske mreže na Indijskem oceanu, ki so jo nadzirali Arabci. Vasco da Gama se je bal, da bodo muslimanski domačini sovražno razpoloženi do kristjanov, zato se je izdajal za muslimana in dosegel sprejem pri mozambiškem sultanu. Ker je s seboj tovoril samo ničvredno trgovsko blago in ni imel za sultana nobenega primernega darila, je postajalo lokalno prebivalstvo vedno bolj nestrpno. Sovražna množica ga je nazadnje prisilila, da je zapustil pristanišče, za povračilo pa je mesto obstreljeval s topovi.

### Mombasa
Da Gamova odprava se je ob obali današnje Kenije zatekla k piratstvu in ropala arabske trgovske ladje, ki večinoma niso bile oborožene. Portugalci so bili prvi znani Evropejci, ki so pristali v Mombasi. Zaradi sovražnega sprejema so pristanišče kmalu zapustili. 

### Malindi
Februarja 1498 je Vasco da Gama nadaljeval plovbo proti severu in se zasidral v bolj prijateljsko razpoloženem pristanišču Malindi, ki je bilo takrat v sporu z Mombaso. Portugalci so se tukaj prvič srečali z indijskimi trgovci. Da Gama je najel indijskega pilota, ki je poznal monsunske vetrove in je odpravo pripeljal do Calicuta, današnjega Kozhikoda na jugozahodni indijski obali. Za pilota nekateri viri trdijo, da je bil kristjan, drugi pa, da je bil musliman ali Gudžarat. Ena od tradicionalnih zgodb pravi, da je bil pilot slavni arabski pomorščak Ibn Madžid. Zgodba je seveda izmišljena, ker Madžidovi sodobniki trdijo, da je bil takrat povsem drugje.

### Calicut, Indija
Odprava je priplula v Calicut 20. maja 1498 in se začela pogajati z lokalnim vladarjem Zamorinom. Pogajanja so bila občasno celo nasilna, ker so poskusi da Game in Portugalcev, da bi dosegli privilegirane pogoje trgovanja naleteli na odpor domačih arabskih trgovcev. Nazadnje je da Gami le uspelo dobiti negotovo koncesijsko pogodbo za trgovske pravice, vendar zanjo ni dobil nobenega pisnega dokumenta, ker bi moral Zamorinu za poroštvo pustiti vse svoje blago. Da Gama je obdržal svoje blago in izplul, v Calicutu pa je pustil nekaj Portugalcev z navodilom, da ustanovijo trgovsko postajo. 

### Vrnitev
Vasco da Gama se je 29. avgusta 1498 odpravil proti domu. V vnemi, da bi bil čim prej doma, je zanemaril lokalno poznavanje monsunskih vetrov in odplul, ko so vetrovi še pihali proti obali, kar se mu je krepko maščevalo. Na poti v Indijo je za plovbo preko Indijskega oceana potreboval 23 dni, za pot nazaj pa kar 132 dni. V Malindi je priplul 7. januarja 1499. Na poti je skoraj polovica posadke pomrla zaradi skorbuta, preživeli pa so zaradi tega zelo trpeli. Prvi dve ladji sta se vrnili na Portugalsko julija in avgusta 1499.
Paulo da Gama je na poti domov na Azorih umrl. Vasco da Gama se je vrnil septembra 1499 in bil bogato nagrajen kot mož, ki je uresničil načrt, za katerega je za uresničitev potreboval osem let. Dobil je naslov »admiral indijskih morij« in potrditev fevdalnih pravic v Sinesu. Manuel I. je njemu in vsem njegovim družinskim članom in njihovim naslednikom podelil déden plemiški naslov »dom« (lord). Postal je grof Vidigueire - prvi portugalski grof, ki ni bil plemiškega porekla. 
Trgovina z dišavami naj bi postala adut portugalskega gospodarstva in temu so sledili prvi ukrepi. Po da Gamovem potovanju je postalo jasno, da je vzhodna afriška obala – Contra Costa – ključ do  portugalskih uspehov. Pristanišča so zagotavljala pitno vodo, preskrbo z živežem, les, možnost popravila ladij in zavetja, v katerih so ladje lahko čakale na ugodnejše vreme. Prvi pomemben rezultat takšne politike je bila kolonizacija Mozambika leta 1500.
Da Gamove dosežke je nekoliko skalila napaka, da s seboj ni odpeljal nobenega za Indijce zanimivega trgovskega blaga. Morska pot je bila tudi polna nevarnosti: posadke več kot trideset dni niso videle kopnega, od 180 ljudi in treh ladij pa se je leta 1498 iz Indije vrnilo samo 60 ljudi in ena ladja. Njegovo prvo potovanje je kljub temu odprlo neposredno morsko pot v Azijo.

## Drugo potovanje
12. februarja 1502 je Vasco da Gama ponovno odplul proti Indiji, tokrat z dvajsetimi vojnimi ladjami, katerih cilj je bil uveljaviti portugalske interese na vzhodu. Da Gama je sledil floti Pedra Álvaresa Cabrala, ki je odplul proti Indiji dve leti pred njim. Cabral je zaradi iskanja ugodnih vetrov preko Atlantika zaplul preveč proti zahodu in po naključju odkril Brazilijo. Ko je Cabral končno priplul v Calicut, je odkril, da so vse ljudi, ki jih je tam pustil da Gama, pobili. Lokalno prebivalstvo je bilo do Portugalcev še vedno zelo sovražno razpoloženo, zato je Cabral najprej s topovi obstreljeval mesto, potem pa odplul na jug v majhno kraljestvo Cochin, kjer je naletel na topel sprejem. V Evropo se je vrnil s tovorom svile in srebra. 
V severnem Indijskem oceanu je da Gama počakal na ladjo, ki se je vračala iz Meke in zaplenil njen tovor. Nekaj sto potnikov, med katerimi je bilo mnogo uglednih arabskih trgovcev, je ukazal zapreti na ladjo in ladjo zažgati. Ko je 30. oktobra 1502 priplul v Calicut, je bil Zamorin pripravljen podpisati pogodbo.
Da Gama je zatem napadel pristanišče Kilva v vzhodni Afriki, ki so ga nadzorovali Arabci in je najbolj ogrožalo portugalske interese. Njegove ladje so začele napadati arabske trgovske ladje in uničile calicutsko floto 29 ladij. Po bitki je da Gama dobil od Zamorina ugodne trgovske koncesije.
Po vrnitvi na Portugalsko septembra 1503, je postal grof Vidigueira s fevdalnimi in sodnimi pravicami nad Vidigueiro in Vilo dos Frades.

## Tretje potovanje
Da Gama je po svojem drugem potovanju pridobil strah vzbujajoč ugled reševalca problemov v Indiji, zato so ga leta 1524 še tretjič poslali na vzhod. V Indiji bi moral zamenjati nekompetentnega podkralja Eduarda de Menezesa, vendar je kmalu po prihodu v Goo zbolel za malarijo in na božični večer leta 1524 v Cochinu umrl.
Pokopali so ga v cerkvi sv. Frančiška v trdnjavi Kochi, leta 1539 pa so ga prepeljali na Portugalsko. Pokopali so ga v Vidigueiri v sarkofagu, okrašenem z zlatom in dragimi kamni. V njegovo čast so v Belému avguštinci zgradili samostan. 

## Družina
Vasco da Gama je bil poročen s Katarino de Ataíde, s katero je imel šest sinov in hčerko:  
- Dom Francisca da Gama, drugega grofa  Vidigueire
- Dom Estevãoa da Gama, 11. guvernerja Indije (1540-1542)
- Dom Paula da Gama
- Dom Pedra da Silva da Gama
- Dom Álvara de Ataíde da Gama, upravitelja (Capitão-mor) Malake
- Dono Isabelo de Ataíde da Gama in
- Dom Cristovãoa da Gama, mučenca v Etiopiji

Družina je po moški liniji leta 1747 izumrla, zato se je njegov plemiški naslov prenesel na žensko linijo.

## Zapuščina
Vasco da Gama je bil po Henriku Pomorščaku najbolj zaslužen za portugalsko kolonizacijo Afrike in Azije in njeno vodilno vlogo na Indijskem oceanu. Po njegovem prvem potovanju je Portugalska spoznala, da so varna oporišča na vzhodni afriški obali ključnega pomena za vzdrževanje trgovskih poti proti Daljnemu Vzhodu.

## Da Gama v literaturi, glasbi in drugod
Na da Gamova potovanja se nanaša večina portugalskega narodnega epa Lusíadas, ki ga je napisal Luís Vaz de Camões. Giacomo Meyerbeer in Eugène Scribe sta leta 1865 skomponirala opero L'Africaine, v kateri nastopa tudi da Gama. Leta 1989 je v uprizoritvi te opere v San Franciscu vlogo Vasca da Gama pel slavni tenorist Placido Domingo.
Južnoafriški glasbenik Hugh Masekela je posnel pesem z naslovom Vasco da Gama (Pomorščak), ki ima antikolonialno vsebino in vsebuje verz »Vasco da Gama ni bil moj prijatelj«. Kasneje je posnel novo različico skladbe in ji dal naslov Kolonialist.
Po njem se imenujeta pristanišče in športni klub v Goi, krater na Luni, trije nogometni klubi v Braziliji, cerkev v Kochiju, privatna rezidenca na otoku Sveta Helena, most in trgovski center v Lizboni in eno od predmestij Cape Towna. 